# Heftaliter

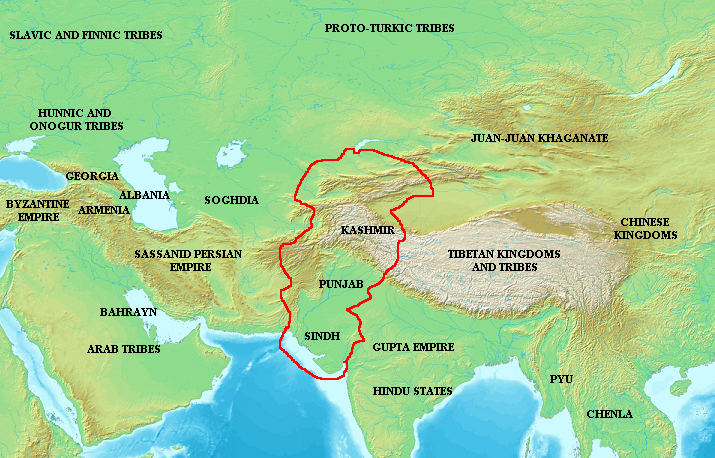
Områden under heftaliternas kontroll.

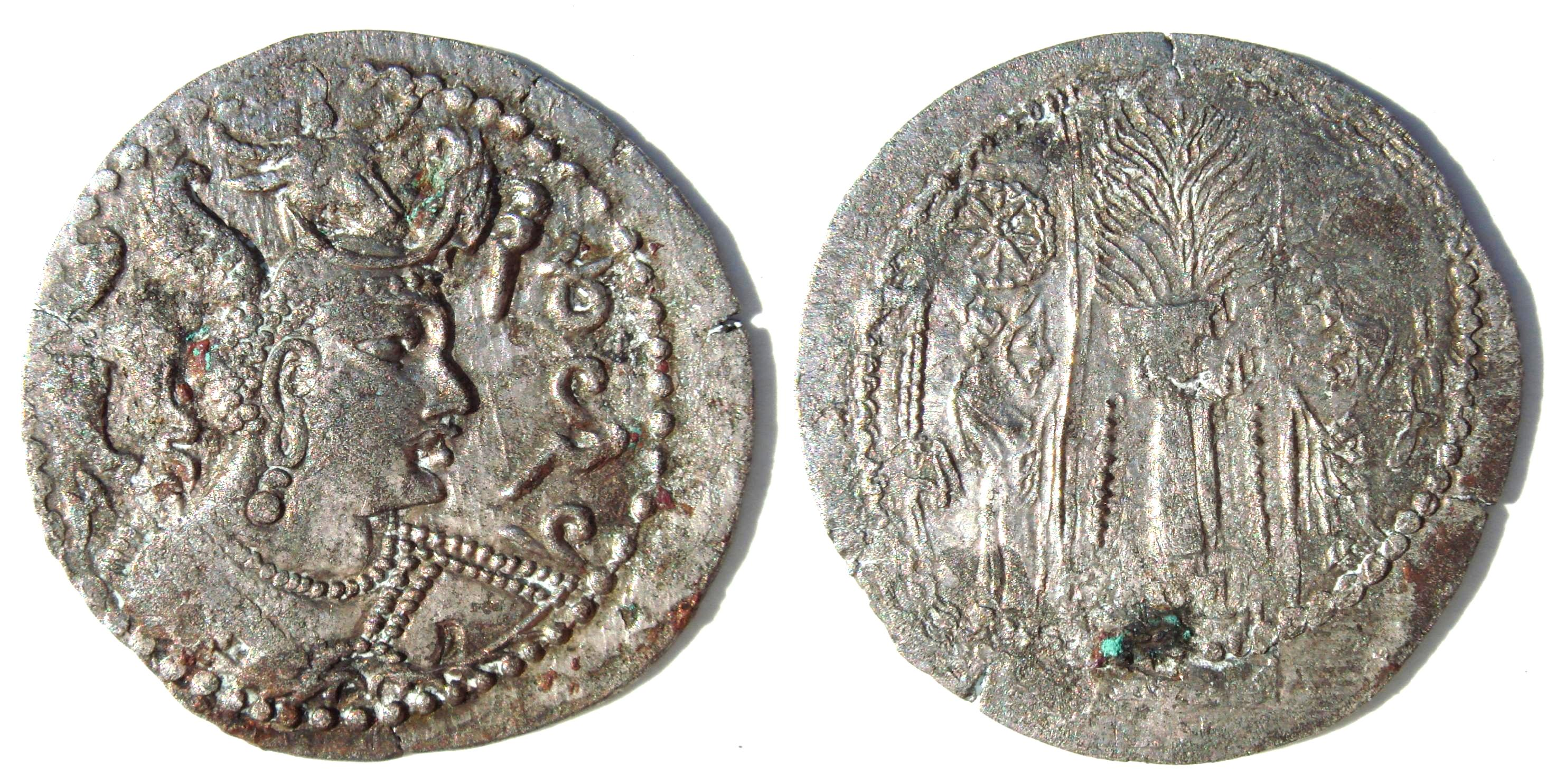
Mynt från den sene heftalitkungen Napki Malka

Heftaliterna, även kallade vita hunner, var ett centralasiatiskt folk som vid mitten av 400-talet vandrade söderut och invaderade såväl nuvarande Afghanistan som Indien. Den persiska sasaniddynastin besegrades 454. År 455 nådde de Indien, där de lade under sig norra delen av landet – Punjab, Gujarat och Malwa togs 510 – och höll sig kvar där till 527. Heftaliternas välde besegrades slutgiltigt 562.
Heftaliternas härkomst är omdiskuterad bland historikerna. En teori är att de var en del av ett turkiskt nomadfolk. En annan förklaring, som Kazuo Enoki framförde på 1950-talet, är att de var en iransk folkgrupp från Altaj-regionen.